# W. Carter Merbreier
W. Carter Merbreier (nascido Carter Merbreier; 2 de agosto de 1926 – 9 de agosto de 2016) foi um personalidade de televisão estadunidense, ordenado ministro luterano e ex-capelão da polícia no Philadelphia Police Department.Merbreier criado e co-organizou ao longo funcionamento da série de televisão infantil do Syndication, Captain Noah and His Magical Ark, em 1967. O show foi ao ar até 1994.[carece de fontes?]